# Mopsea squamosa
Mopsea squamosa är en korallart som beskrevs av Kükenthal 1919. Mopsea squamosa ingår i släktet Mopsea och familjen Isididae. Inga underarter finns listade i Catalogue of Life.